# Schizothorax heterochilus
Schizothorax heterochilus är en fiskart som beskrevs av Ye och Fu, 1986. Schizothorax heterochilus ingår i släktet Schizothorax och familjen karpfiskar. IUCN kategoriserar arten globalt som livskraftig. Inga underarter finns listade i Catalogue of Life.